# Lega Italiana Hockey Ghiaccio
La Lega Italiana Hockey Ghiaccio (abbreviata in LIHG) è una associazione che raccoglie i sodalizi sportivi affiliati alla FISG titolari dei diritti sportivi di partecipazione al massimo Campionato Italiano di Divisione Nazionale seniores maschile, che assegna il titolo assoluto di Campione d'Italia di Serie A, e al Campionato di Divisione Nazionale seniores maschile di Serie B (in passato chiamato anche Serie A2) della LIHG.

## Storia

### La prima fondazione
La Lega inizialmente era nata a Milano il 16 novembre 2006. Obiettivo della Lega era la promozione dell'hockey su ghiaccio in Italia a livello di club, nei due massimi campionati. Tra le mansioni operative, la programmazione dell'attività agonistica delle squadre e l'organizzazione, con l'autorizzazione della Federazione, dei tornei (oltre ai campionati, la Coppa Italia e la Supercoppa italiana); ma anche la gestione dei rapporti coi mass media ed - in generale - l'immagine dei campionati.
Il primo presidente fu Alvise di Canossa, presidente dell'HCJ Milano Vipers. Il presidente restava in carica per un quadriennio olimpico e poteva essere rieletto soltanto una volta. Stessa durata in carica aveva il consiglio direttivo, composto da presidente, vicepresidente, tre consiglieri di A e tre di A2. Fino al 2009 erano due per ogni campionato. Dopo due stagioni, tuttavia, si volle provvedere ad una nuova elezione dopo che l'HCJ Milano Vipers si ritirò dal campionato.
La Lega Hockey scomparve nell'estate del 2014, quando il neopresidente federale, Andrea Gios, volle tentare di rilanciare l'hockey su ghiaccio. La LIHG venne infatti assorbita dalla FISG con la creazione della IIHA, l'organo federativo che si occupava della gestione della disciplina.

### Rinascita
La Lega Hockey è stata rifondata a Bolzano il 9 dicembre 2015, a poco più di un anno dal suo scioglimento. All'istituzione hanno aderito da subito 7 degli 8 club iscritti in serie A (vale a dire Asiago Hockey, SG Cortina, HC Pustertal, Ritten Sport, HC Fassa, WSV Sterzing Broncos e HC Gherdëina) con la sola esclusione quindi dell'HC Valpellice (società non rappresentata da alcun tesserato nemmeno per la presentazione della Final Four di Coppa Italia, data in cui si tenne la presentazione della stessa nuova Lega Hockey), mentre per la Serie B hanno aderito 11 squadre su 16 (Alleghe, Appiano, Caldaro, Egna, Merano, Milano, Ora, Pergine, Rittner Buam Junior, Val Pusteria Junior e Val Venosta).

## Organigramma
- 2006-2014

| Quadriennio | Presidente                                                                                  | Vicepresidente                                                                        | Consiglio Direttivo | Consiglio Direttivo |
| Quadriennio | Presidente                                                                                  | Vicepresidente                                                                        | Serie A | Serie A2 |
| ----------- | ------------------------------------------------------------------------------------------- | ------------------------------------------------------------------------------------- | --- | --- |
| 2006-2010   | Alvise di Canossa (Milano Vipers) - fino a luglio 2008 Nilo Riva (Alleghe) - da luglio 2008 | Alexander Hofer (Appiano)                                                             | Piercarlo Mantovani (Asiago) Mario Vinci (Bolzano) | Marcello Cobelli (Gherdëina) Massimo Ferragina (Merano) - fino a luglio 2008 Manfred Zanotti (Egna) - da luglio 2008 |
| 2010-2014   | Nilo Riva (Alleghe) - fino a maggio 2012 Tommaso Teofoli (Cortina) - da maggio 2012         | Alexander Hofer (Appiano) - fino a maggio 2012 Werner Zanotti (Egna) - da maggio 2012 | Mario Vinci (Bolzano) Roberto Ongari (Fassa) - fino a maggio 2012 Tommaso Teofoli (Cortina) - fino a maggio 2012 Andreas Leitner (Val Pusteria) - da maggio 2012 Piercarlo Mantovani (Asiago) - da maggio 2012 Alessandro Mazzer (Asiago) - da maggio 2012 | Marcello Cobelli (Gherdëina - fino a maggio 2012) Massimo Traversa (Real Torino) - fino a maggio 2012 Manfred Zanotti (Egna) - fino a maggio 2012 Simone Bressan (Vipiteno) - da maggio 2012 Hannes Prinoth (Merano) - da maggio 2012 |

- 2015-

| Quadriennio | Presidente                   | Vicepresidente               | Consiglio Direttivo                                                               | Consiglio Direttivo                                                                |
| Quadriennio | Presidente                   | Vicepresidente               | Serie A                                                                           | Serie B                                                                            |
| ----------- | ---------------------------- | ---------------------------- | --------------------------------------------------------------------------------- | ---------------------------------------------------------------------------------- |
| 2015-?      | Marcello Cobelli (Gherdëina) | Thomas Rottensteiner (Renon) | Lorenzo Lacedelli (Cortina) Andreas Mariner (Val Pusteria) Roberto Ongari (Fassa) | Walter Andriolo (Merano) Tiziano Terragni (Milano Rossoblu) Günther Plattner (Ora) |